# دالی (شهر)
دالی (به لاتین: Dali City) یک منطقهٔ مسکونی در چین است که در ولایت خودمختار دالی بای واقع شده‌است. دالی ۱٬۴۶۸ کیلومتر مربع مساحت و ۶۵۲٬۰۴۵ نفر جمعیت دارد و ۱٬۹۷۵ متر بالاتر از سطح دریا واقع شده‌است.